# Euphylidorea fumidicosta
Euphylidorea fumidicosta là một loài ruồi trong họ Limoniidae. Chúng phân bố ở miền Tân bắc.